# Sebaj Tóbiás
A Sebaj Tóbiás magyar televíziós gyurmafilmsorozat, amelyet Cakó Ferenc rendezett. A forgatókönyvet Csukás István írta, a zenéjét a Bergendy Zenekar szerezte, a producere Herendi János volt. Magyarországon az M1, az M2, a Duna, a Fox Kids / Jetix és a Duna World vetítette.

## Ismertető
A történet főszereplője egy gyurmafigura, akivel különös dolgok történnek, de mindig kimászik a csávából, hiszen segíti találékonysága, és az, hogy mivel gyurmából van, bárhol bármivé át tudja magát alakítani.

## Képes mesekönyvek
A Sebaj Tóbiás történetek című sorozatot három részeként gyártották színes illusztrációkat tartalmazó képeskönyvekben a válogatott részekből, mindössze 18 epizódból. A Sebaj Tóbiás történeteket kiadta az Idegenforgalmi Propaganda és Kiadó Vállalat.
- Sebaj Tóbiás történetek 1. (1985)

Sebaj Tóbiás és a kismacska (15)
Sebaj Tóbiás és a robot (14)
Sebaj Tóbiás és a botfülű rigó (17)
- Sebaj Tóbiás történetek 2. (1986)

Sebaj Tóbiás és a ló (26)
Sebaj Tóbiás és a csörgőóra (25)
Sebaj Tóbiás és a huzat (16)
- Sebaj Tóbiás történetek 3. (1986)

Sebaj Tóbiás és a táncoslábú fényképezőgép (18)
Sebaj Tóbiás a vonathoz siet (19)
Sebaj Tóbiás és a kemény dió (21)
- Sebaj Tóbiás történetek 4. (1986)

Sebaj Tóbiás és a csodaautó (24)
Sebaj Tóbiás és az esernyő (20)
Sebaj Tóbiás és a cukor (22)
- Sebaj Tóbiás történetek 5. (1987)

Sebaj Tóbiás és a tavaszi virág (5)
Sebaj Tóbiás és a makacs dugó (4)
Sebaj Tóbiás és a kutyák (13)
- Sebaj Tóbiás történetek 6. (1988)

Sebaj Tóbiás és a szemtelen légy (2)
Sebaj Tóbiás a léggömb (10)
Sebaj Tóbiás a toronyóra (8)

## Alkotók
- Tóbiás hangja: Haumann Péter (3 részben), Szombathy Gyula (23 részben)
- Rendezte és tervezte: Cakó Ferenc
- Írta: Csukás István
- Dramaturg: Szentistványi Rita
- Zenéjét szerezte: Bergendy Zenekar
- Operatőr: Bayer Ottmár
- Hang: Mericske Zoltán, Nyerges András Imre, Zsebényi Béla
- Vágó: Hap Magda
- Animátorok: Doboki László, Szabolcsi János
- Munkatársak: Krakovszky Mária, Kovács Árpád, Kováts Tamás, Mazács Miklós, Sánta Béla, Szabó László
- Gyártásvezető: Dreilnger Zsuzsa
- Produkciós vezető: Herendi János

Készítette a Magyar Televízió megbízásából a Pannónia Filmstúdió

## Epizódok
| 1. évad (1982-83) | 2. évad (1984) |
| --- | --- |
| 1. Sebaj Tóbiás, a pótmama (1982) 2. Sebaj Tóbiás és a szemtelen légy 3. Sebaj Tóbiás, a csodaautomata 4. Sebaj Tóbiás és a makacs dugó 5. Sebaj Tóbiás és a tavaszi virág 6. Sebaj Tóbiás telefonál 7. Sebaj Tóbiás kergeti a kalapját 8. Sebaj Tóbiás, a toronyóra 9. Sebaj Tóbiás és a gödör 10. Sebaj Tóbiás, a léggömb 11. Sebaj Tóbiás és a megszökött nagybőgő 12. Sebaj Tóbiás és a rab madár 13. Sebaj Tóbiás és a kutyák | 1. Sebaj Tóbiás és a robot 2. Sebaj Tóbiás és a kismacska 3. Sebaj Tóbiás és a huzat 4. Sebaj Tóbiás és a botfülű rigó 5. Sebaj Tóbiás és a táncoslábú fényképezőgép 6. Sebaj Tóbiás a vonathoz siet 7. Sebaj Tóbiás és az esernyő 8. Sebaj Tóbiás és a kemény dió 9. Sebaj Tóbiás és a cukorka 10. Sebaj Tóbiás és a lerázhatatlan bélyeg 11. Sebaj Tóbiás és a csodaautó 12. Sebaj Tóbiás és a csörgőóra 13. Sebaj Tóbiás és a ló |